# خائل بستوئه
خائل بستوئه (اسپانیایی: Jaël Bestué‎؛ زادهٔ ۲۴ سپتامبر ۲۰۰۰) دونده سرعت زن اهل اسپانیا است.